# Upplands runinskrifter 945
Upplands runinskrifter 945 är en runsten som står strax norr om huvudportalen till Danmarks kyrka i Danmarks socken och Vaksala härad i Uppland. Dess ursprungliga plats är okänd.
Vid Danmarks kyrka står även runstenen U 946.

## Stenen
Denna runsten har tidigare varit placerad som tröskelsten i kyrkans ingång från vapenhuset i söder som nu är rivet. Den restes på sin nuvarande plats år 1951. Stenen är 2,25 meter hög, 1,6 meter bred och 0,25 meter tjock. Runhöjden är 7-8,5 centimeter.
Materialet är finkornig granit och ristningen går i Urnesstil Pr 3, vilket daterar den till vikingatidens slut.
Fot som signerat inskriften, var en framstående runmästare som var verksam under mitten av 1000-talet. Stenen är korsmärkt och ornerad med en runorm som mjukt följer stenens ytterkant. Den från runor översatta inskriften följer nedan.

## Inskriften

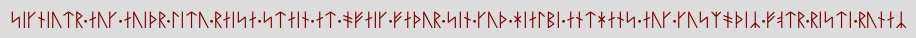
Runslingan på U 945

Runor: ᛋᛁᚴᚾᛁᚢᛏᚱ᛫ᛅᚢᚴ᛫ᛅᚢᛁᚦᚱ᛫ᛚᛁᛏᚢ᛫ᚱᛅᛁᛋᛅ᛫ᛋᛏᛅᛁᚾ:ᛅᛏ᛫ᚬᚠᛅᛁᚴ᛫ᚠᛅᚦᚢᚱ᛫ᛋᛁᚾ᛫ᚴᚢᚦ᛫ᚼᛁᛅᛚᛒᛁ᛫ᛅᚾᛏᚼᛅᚾᛋ:ᛅᚢᚴ᛫ᚴᚢᛋᛘᚬᚦᛁᛦ ×ᚠᚬᛏᚱ×ᚱᛁᛋᛏᛁ×ᚱᚢᚾᛅᛦ×
Translitterering av runraden:
× sikniutr × auk × auiþr × litu × raisa × stain × at × ofaik × faþur × si(n) [×] kuþ × hialbi × ant hans × auk × kus moþiʀ × fotr × risti × runaʀ ×
Normalisering till runsvenska:
Signiutr ok Aviðr letu ræisa stæin at Ofæig, faður sinn. Guð hialpi and hans ok Guðs moðiʀ. Fotr risti runaʀ.
Översättning till nusvenska:
Signjut och Åvid läto resa stenen efter Ofeg, sin fader. Gud och Guds moder hjälpte hans ande. Fot ristade runorna.
Runan n i ordet ant hans (hans ande) är bara hälften så stor som de andra runorna och verkar ha tillfogats i efterhand. Dessutom saknas ett skiljetecken eller mellanrum mellan ant och hans. Även i åberopan av Guds moder kuþs moþiʀ fattas ett mellanrum och den första þ runan.